# Pro Patria

Pro patria este o emisiune săptămânală realizată de Redacția Emisiunilor Militare de Televiziune din Ministerul Apărării Naționale din România, difuzată de TVR1.
Prima emisiune militară de televiziune a prins contur la 30 martie 1968, cu titlul De strajă patriei și a fost transmisă cu o săptămână înainte ca trupele Tratatului de la Varșovia să invadeze Cehoslovacia. Nicolae Ceaușescu, care era la curent cu planul de suprimare a "Primăverii de la Praga", a considerat că, în situație de război, o emisiune a armatei este deosebit de utilă. Emisiunea, cu durata de 30 de minute, se difuza duminica, la ora 12.30.
Deși fiecare emisiune era supusă spre aprobare unei comisii din Consiliul Politic Superior al Armatei, în perioada 1987 - 1990 emisiunea a fost eliminată de pe post, deoarece dictatorul se temea de orice producție TV sau radio care nu era direct supusă controlului Comitetului Central al PCR.
În 1990, emisiunea armatei a fost reluată cu titlul Pro patria. Spațiul de emisie a crescut la 60 de minute și, timp de 7 ani, aceasta s-a difuzat în fiecare vineri, de la ora 18,30.
În acest scop, colonelul Valeriu Pricină, singurul rămas din vechiul colectiv, a reorganizat redacția Pro patria, recrutându-i din televiziunea de stat pe cei mai mulți dintre noii angajați.
După 38 de ani de existență, emisiunea Pro patria a fost scoasă din grila de programe a postului public, în luna ianuarie 2006, deși Legea privind pregătirea populației pentru apărare prevede că: Ministerul Apărării informează populația atât prin presă cât și prin emisiuni proprii de radio și televiziune, transmise fără plată pe posturile naționale (...) asupra problemelor importante din domeniul apărării și modul în care armata își îndeplinește misiunile ce-i sunt stabilite prin Constituție și legile țării.
Motivația neoficială a scoaterii emisiunii din grila de programe de către Tudor Giurgiu, care conducea atunci TVR, este că, la un "anumit palat", nu era agreată mediatizarea, prin emisiunile respective, a activității unor miniștri.
Emisiunile militare de televiziune Pro-patria, au fost reluate în 2009. Ele conțin materiale informative despre evenimentele politico-militare, exercițiile de instruire precum și despre participarea militarilor români la misiuni în teatrele de operații. Noul format publicistic al emisiunii "Pro Patria" este apropiat de cel realizat la Televiziunea Bundeswehr-ului.
Începând cu data de 19 martie 2011, pe noua grilă a TVR 1, emisiunea Pro Patria era difuzată astfel: sâmbăta, între orele 12.00-12.25 și marți, în reluare, între orele 14.45-15.10.